# Sekemket
Sekemket je bio 3. faraon 3. dinastije, Džozerov nasljednik. Maneton navodi faraona Džozertija kao nasljednika Džozera, ali su najvjerojatnije i Sekemket i Džozerti ista osoba. Dok Torinski popis kraljeva Sekemketu daje vladavinu od 6 godina , rekonstrukcija Kamena iz Palerma koju je obavio Toby Wilkinson tom kralju pripisuje 7 godina. Wilkinson tvrdi da "je ova brojka prilično izvjesna, s obzirom na to da kraljeva titula počinje odmah nakon linije koja označava promjenu vladara" (Wilkinson: str. 79. – 80.). Tako se čini da je manetonska tradicija ipak u pravu. Vjeruje se da mu je vladavina trajala od 2649. pr. Kr. do 2643. pr. Kr. ili 2642. pr. Kr.
Sekemketova je žena bila kraljica Džezeretnebti. Nisu poznata njihova djeca, ali se zna da je Sekemketa naslijedio Kaba, te je moguće da je taj kralj bio Sekemketov i Džezeretnebtin sin. 

## Ime
Sekemket znači "moćan od tijela". 

## Prikaz
Jedini poznat prikaz Sekemketa je reljef na kojem su zapravo prikazana trojica Sekemketa. Reljef se nalazi na Sinaju. Lijevi Sekemket ubija neprijatelja udarcem u glavu, srednji drži bodež i nosi crvenu krunu, a desni nosi bijelu krunu i kraj njega je njegovo ime.

## Zakopana piramida
Dok se znalo da je Džozer imao nasljednika, Sekemketovo ime bilo je nepoznato sve do 1951., kada je Zakarija Goenim sravnio temelje i ostatke nedovršene stepenaste piramide pronađeni u Sakari. Samo je najdonji sloj piramide bio sagrađen u doba Sekemketove smrti. Važni pečati s kraljevim imenom pronađeni su na toj lokaciji. S obzirom na dizajn i natpise na njegovoj piramidi u Sakari, vjeruje se da je Džozerov slavni arhitekt Imhotep imao udjela u projektiranju ove piramide, pa je nadživio svog prijašnjeg gospodara. Arheolozi vjeruju da bi Sekemketova piramida bila veća od Džozerove da je dovršena. Danas je piramida, koja se nalazi jugozapadno od Džozerovog kompleksa, uglavnom skrivena ispod pješčanih dina i poznata je kao Zakopana piramida. Sekemketovo tijelo nikad nije pronađeno. 

## Vanjske poveznice
- Kralj Sekemket i njegova piramida u Sakari